# سیارک ۱۰۹۸۹
سیارک ۱۰۹۸۹ (به انگلیسی: 10989 Dolios، نامگذاری:1973SL1) ده هزار و نهصد و هشتاد و نهمین سیارک کشف شده‌است که در ۱۹ سپتامبر ۱۹۷۳ کشف شد.
قدر مطلق سیارک برابر ۱۱٫۴۰ است.